# フェリックス・カルバハル
フェリックス・カルバハル（Félix de la Caridad Carvajal y Soto、またはAndarín Carvajal、1875年3月18日 – 1949年1月27日）は、キューバの陸上競技選手である。彼は、1904年に開催されたセントルイスオリンピックのマラソン競技で4位に入った。

## 経歴
1875年に、ハバナ州のサンアントニオ・デ・ロス・バニョスで生まれた。カルバハルは才能のある陸上選手として知られていたが、オリンピック出場を志すまでマラソンを走った経験がなかった。それでも彼は周囲の人々を説得したり、街角でお金を集めたりして旅費を工面し、キューバからただ1人の陸上競技代表選手としてセントルイスへと向かった。
ところが、ニューオーリンズへ到着した後に、クラップス博打に引っかかって所持金を残らず巻き上げられてしまい、ヒッチハイクでセントルイスまで行く破目に陥った。それでもオリンピックには間に合い、マラソン競技の当日に、ベレー帽に長袖シャツと長ズボンという普段着と普通の靴のままのいでたちでフランシス・フィールド競技場に現れた。その姿を見かねたマーチン・シェリダン は、ズボンの裾とシャツの袖を切り落とすのを手伝っている。

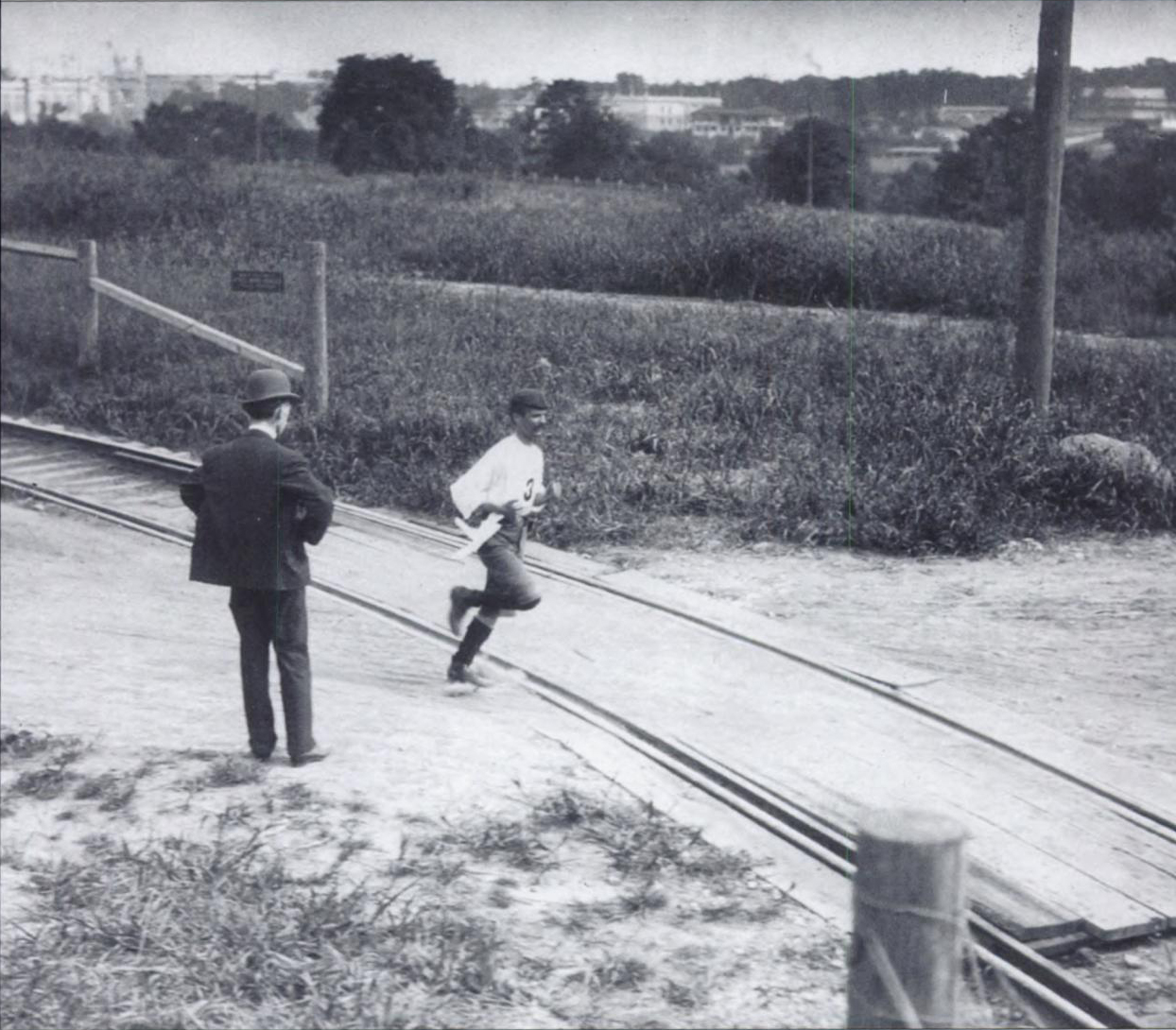
セントルイスオリンピックマラソンを走るカルバハル

セントルイスオリンピックのマラソン競技は、4つの国から32名の選手が出場して1904年8月30日に実施された。その日は気温32度の暑さで、道路は埃っぽかった上に先導の車が土埃を始終巻き上げていた。しかも給水所に至っては、12マイル 地点にあった井戸だけという有様で、最終的に完走したのは、半数以下の14名のみだった。
1位争いをずっと続けていたカルバハルは、道端に生えていた1本のリンゴの木に目をとめた。40時間以上何も食べていなかった彼は、その木から2個の青リンゴをもぎ取って平らげた。その後強烈な腹痛を起こしてしまったが、何とか走り続けて4位でレースを終わることになった。
彼は1949年、貧窮のうちにハバナで死去した。生涯については、『Félix Carvajal, corredor de maratón』というスペイン語の本に纏められている。